# Nathalie De Oliveira
Pour les articles homonymes, voir Oliveira.
Nathalie De Oliveira, née le 16 novembre 1977 à Metz, est une personnalité politique franco-portugaise. Depuis 2022, elle est députée du parlement portugais pour la circonscription Europe.  

## Carrière
Nathalie De Oliveira a été conseillère municipale socialiste (2008-2014) puis adjointe au maire (2014-2020) de la ville de Metz . 
Elle a également été candidate aux élections législatives françaises de 2017 pour le PS, dans la troisième circonscription de la Moselle.
Elle apparaît en 58e position sur la liste Envie d'Europe écologique et sociale, conduite par Raphaël Glucksmann, pour les élections européennes de 2019.
En 2022, elle est élue députée de l'Assemblée de la République portugaise pour la XVe législature de la Troisième République portugaise dans la circonscription des Portugais d'Europe (círculo eleitoral da Europa),,,.

## Autres activités
Elle est la préfacière de l'édition française de Maria, Manuel et les autres : récit de l'immigration portugaise (2015), d'Isabel Mateus (traduction de Cristina Isabel de Melo).